# Thomas MacRobert
Thomas MacRobert (Dreghorn, 4 aprile 1884 – Glasgow, 1º novembre 1962) è stato un matematico scozzese, professore dell'Università di Glasgow. Definì la Funzione E di MacRobert.